# Сенчукова, Наталья Валентиновна
Наталья Валентиновна Сенчукова (род. 25 октября 1970, Георгиевск) — советская и российская певица, жена солиста группы «Дюна» Виктора Рыбина.

## Биография
Родилась 25 октября 1970 года в городе Георгиевск Ставропольского края в семье военнослужащих. Отец — Валентин Петрович Сенчуков (02.06.1941 — 13.05.2005), мать — Людмила Николаевна Сенчукова (20.07.1945 — 18.06.2005). С пяти лет занималась в хореографической школе. Окончила хореографическое училище в Ставрополе, стала профессиональной танцовщицей.
Потом переехала из Георгиевска в Москву, где попала в коллектив «Танцевальная машина» под руководством Владимира Шубарина. Проработав в «Танцевальной машине» больше года, ушла оттуда. В следующем году она не смогла найти постоянной работы.
На концерте «Звуковой дорожки» в «Олимпийском» познакомилась с Виктором Рыбиным из группы «Дюна». Рыбин убедил её оставить работу танцовщицы. Ездила вместе с «Дюной» по гастролям и начала петь сама. Она занималась с преподавателем вокала из ГИТИСа, который за год поставил голос и дыхание.
В 1991 году записала первый альбом «Всё, что было» совместно с группой «Малина», но известности он не получил. В 1994 году записала второй альбом «Ты не Дон Жуан».

## Санкции
21 августа 2022 года приняла участие в праздничном концерте, посвященному дню флага России, который проводился в  Херсоне. 7 января 2023 года была внесена в санкционный список Украины так как Сенчукова «публично призывает поддержать войну против Украины» и «посещала  Крым».

## Личная жизнь
- Муж — Виктор Рыбин (род. 21 августа 1962) — певец, лидер группы «Дюна».
  - Сын — Василий Рыбин (род. 12 февраля 1999) занимается карате[7], учится во МГИКе на режиссёра театральных представлений, участник группы «KODI», ударник, бэк-вокалист.[8][9].[10]
  - Крёстная дочь — Елизавета, дочь Оксаны Фёдоровой.

## Дискография
1. Все, что было (совместно с гр. «Малина») (1991)
2. Ты не Дон Жуан (1994)
3. Пусть будет так (1994)
4. О любви бесконечно (1995)
5. Вспомни детство золотое (с Виктором Рыбиным, альбом песен из мультфильмов, 1995)
6. Mi Amor Sobre La Arena (акустика) (1995)
7. Mi Amor Sobre La Arena (электроника) (1996)
8. Небо №7 (1996)
9. Океан любви (1997)
10. Больше мне не звони (1998)
11. Ни слова о любви (с Виктором Рыбиным, 2000)
12. Не плачьте, девочки (содержал ремиксы на хиты 90-х годов и несколько оригинальных песен тех лет, 2002)
13. Я пирожок не твой (2003)
14. Начать сначала (2009)
15. Дело к ночи (с Виктором Рыбиным, 2009)
16. Необходимость (2011)
17. Закон притяжения (с Виктором Рыбиным, 2013)
18. Замечательно! (с Виктором Рыбиным, 2017)
19. В жизнь надо верить! (с Виктором Рыбиным, 2023)
20. Мама Луна (2024)

## Видеоклипы
1. Старый сарай (1991) (с Виктором Рыбиным)
2. Колокольчик (1992)
3. Ты не Дон Жуан (1994)
4. Блюз Америка (1994)
5. Лодка (1994)
6. Ты пришла, любовь (1995)
7. Максим (1995)
8. Не плачьте, девочки (известен также как «Бабье лето», 1996)
9. Доктор Петров (1996)
10. Небо № 7 (1996)
11. Где-то на горячем юге (1997)
12. Я уеду к тебе (1998)
13. Больше мне не звони (1998)
14. Ты сказала, поверь (с Виктором Рыбиным) (1999)
15. Ни слова о любви (с Виктором Рыбиным) (2000)
16. Дребедень (с Виктором Рыбиным) (2000)
17. Вечер цвета индиго (2001)
18. Ангел (2001)
19. Кнопки (2002)
20. Милый мой ботаник (с Виктором Рыбиным) (2004)
21. Дело к ночи (с Виктором Рыбиным) (2008)
22. Служебный роман (2009)
23. Релаксация любовь (2009)
24. Всё шоколадно (2010)
25. Не бывает так (анимационный) (2011)
26. Королева ледяная (анимационный) (2011)
27. Другая логика (с Виктором Рыбиным) (2011)
28. Для тебя (с Виктором Рыбиным) (2012)
29. Падал снег (анимационный, дуэт с Виктором Рыбиным) (2012)
30. Крестики-нолики (с Виктором Рыбиным) (2014)

## Фильмография
- 2002 — Кышкин дом — Джей
- 2013 — Реальные пацаны (в 5 эпизоде) — жительница Рублёвки (камео)

## Награды
- Благодарность Президента Российской Федерации (8 ноября 2023 года) — за заслуги в развитии отечественной культуры и искусства[11].

## Интересные факты
- В одном из выпусков программы «МузОбоз», вышедшем в середине 1995 года, оригинальное название «Лодка» было заменено на «Грустная песенка».
- В 2002 году Наталья участвовала в новогоднем выпуске телеигры «Русская рулетка», которую вёл Максим Галкин.
- При показе Первым каналом церемонии вручения премии «Золотой граммофон» в 2009 году выступление Натальи с песней «Служебный роман» было вырезано. В конце зимы 2010 года стало известно о письме, отправленном Натальей к генеральному директору канала Константину Эрнсту. Однако полный вариант церемонии в эфир так и не вышел.